# Cratere Angelica
Angelica  è un cratere sulla superficie di Marte.